# Максимилиан III (курфюрст Баварии)
Максимилиа́н III Ио́сиф (нем. Maximilian III. Joseph; 28 марта 1727[…], Мюнхен — 30 декабря 1777[…], Мюнхен) — курфюрст Баварии в 1745—1777 годах.

## Биография

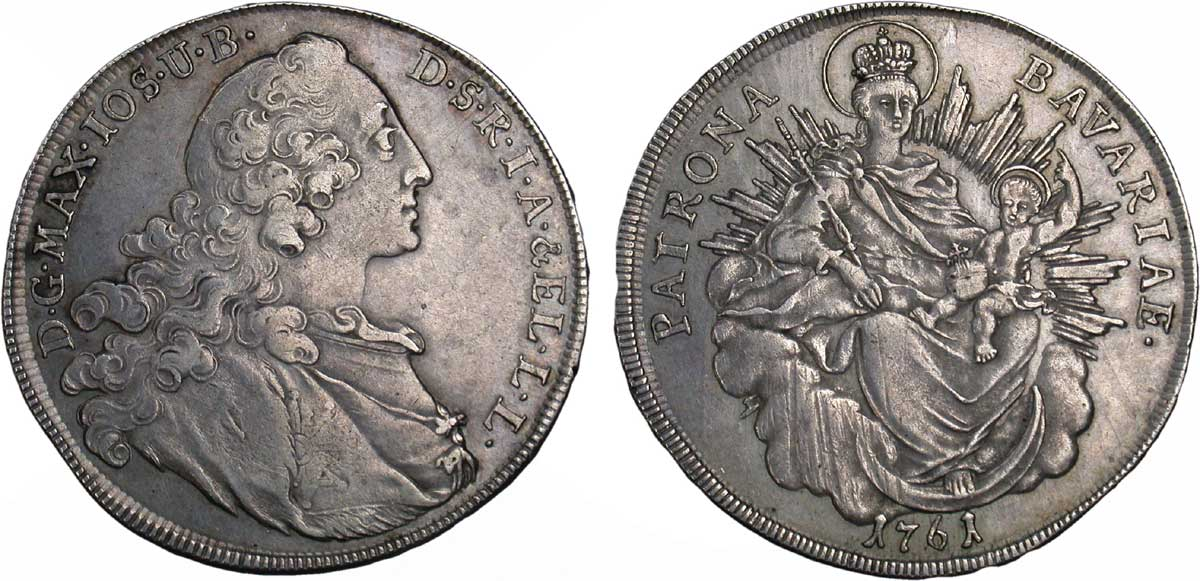
Максимилиан III

Максимилиан был старшим сыном императора Священной Римской империи и курфюрста Баварии Карла VII Альбрехта и Марии Амалии Австрийской, дочери германского императора Иосифа I и Вильгельмины Брауншвейг-Люнебургской.
После смерти отца в 1745 году он унаследовал страну, находящуюся в состоянии войны с Габсбургами, в которой Бавария терпела поражения. Максимилиан III быстро забыл о претензиях отца на власть в Австрии и 22 апреля 1745 года заключил с Марией Терезией сепаратный мир в Фюссене, по которому отказывался от всяких притязаний на престолонаследие и признавал императором супруга Марии Терезии Франца Стефана.
Максимилиан Иосиф был прогрессивным и просвещённым правителем, который много сделал для того, чтобы улучшить развитие своей страны. В 1747 году начала функционировать знаменитая фарфоровая мануфактура в Нимфенбурге. В 1759 году была основана Баварская академия наук, первое академическое учреждение Мюнхена. Во время серьёзного голода 1770 года, Максимилиан III распорядился продать коронные драгоценности, чтобы заплатить за отгрузку зерна. Он издал ряд антиклерикальных постановлений, занимался регулированием школьного образования.
30 декабря 1777 года Максимилиан III умер от чёрной оспы, не оставив наследника. Его смерть означала пресечение баварской линии Виттельсбахов и переход Баварии к пфальцским Виттельсбахам. Этот переход был оспорен Австрией, что привело к войне за баварское наследство. В конечном итоге новым баварским курфюрстом стал курфюрст Пфальца Карл IV.
Максимилиан III похоронен в крипте Театинеркирхе в Мюнхене.